# Тошко Атанасов
Тошко Петков Атанасов е български художник дърворезбар.
Атанасов изцяло свързва живота си с дърворезбата. Работи главно за създаване на църковни и модернистични мебели, дърворезбени пластики и други произведения от дърво. Неговият профисионален опит включва изработка на мебели като маси, столове, огледала, врати, гардероби, шкафове, библиотеки, рамки за картини, легла и други.

## Биография
Роден е в Ямбол на 17 юли 1952 г. Завършва магистратура по „Дърворезба“ в Националната художествена академия в София в класа на проф. Кънчо Цанев.
Чиракува при Петър Кушлев. След това работи за кратко като учител в най-реномираните художествени училища в страната – в Сливен и в Трявна. Създава собствено производство на мебели в Сливен през 1986 г.
Последните 20 години работи предимно с църкви и манастири от София и страната, съдействайки за запазване на духа на българското духовенство във времето. Изработва олтари, иконостаси, проскимидии, проскинитари, разпятия, царски тронове, аналои, и много много други.
Интересите му включват също фотография, рисуване, църковно изкуство, книги  и природа. Негови творби могат да се видят в офиси и частни домове.